# Zytomegalie
Zytomegalie oder Cytomegalie  (früher: Einschlusskörperchenkrankheit) ist beim Menschen eine Erkrankung, die durch das Humane Cytomegalievirus (HCMV), auch Humanes Herpesvirus 5 (HHV 5) genannt, ausgelöst wird. Das Virus gehört zur Familie der Herpesviridae. Es bleibt nach einer Infektion lebenslang in den menschlichen Zellen. Selbst nach Beendigung der Erkrankung kann es noch wochenlang mit Speichel und Urin ausgeschieden werden.

## Krankheitsverlauf und Symptome
Die Erstinfektion mit dem Humanen Cytomegalievirus verläuft in 99 % ohne oder nur mit geringen Krankheitssymptomen, so dass die Betroffenen häufig von der Zytomegalie-Virus-Infektion nichts bemerken.
Von der Ansteckung bis zum eventuellen Auftreten von ersten Krankheitsanzeichen kann eine Zeit von zwei bis sechs Wochen vergehen. Da viele Infektionen unbemerkt bleiben, kann die Inkubationszeit bisher nicht genauer angegeben werden. In der Regel kommt es dann zu Fieber und einer Schwellung der Lymphknoten, es können aber auch Kopf- und Gliederschmerzen auftreten.
Bis zu 60 % der Gesunden sind Träger des HCMV und es bleibt lebenslang in lymphatischem Gewebe erhalten.
Bei immunkompromittierten (z. B. nach Knochenmarktransplantationen oder Organtransplantationen) Patienten stellt CMV eine wichtige Ursache für eine erhöhte Morbidität und Letalität dar. Die Krankheit beruht oft auf einer Reaktivierung einer latenten Virusinfektion. Die Lungen, der Gastrointestinaltrakt, das ZNS und die Augen können beteiligt sein. Für solche Patienten wird z. Zt. eine Prophylaxeoption getestet.

### HCMV-Infektionen während der Schwangerschaft
Ist das Humane-Cytomegalie-Virus für gesunde Erwachsene in der Regel harmlos, so stellt sich das Virus in der Schwangerschaft als besonders gefährlich dar und es kann für ungeborene Kinder sogar lebensgefährlich sein.
Die Infektion mit dem Humanen Cytomegalie-Virus (HCMV) ist die häufigste Infektion, die während der Schwangerschaft von der Mutter auf den Fötus übertragen wird. Etwa 0,3 – 1 % aller Schwangeren infizieren sich mit dem Virus, und bei 40 % wird die Infektion auf das ungeborene Kind übertragen. Kommt es während des ersten oder zweiten Drittels der Schwangerschaft zu einer Infektion, so kann sie zu Fehlbildungen beim Kind führen. Besonders häufig treten diese am Herz-Kreislauf-System, Magen-Darm-Trakt, Skelett und den Muskeln auf. Daneben wurden Hepatosplenomegalie (Vergrößerung der Leber und der Milz), Petechien, ein Mikrozephalus, intrazerebrale Verkalkungen und Chorioretinitis (Netzhautentzündung) beobachtet. Als Folge sterben allein in Deutschland jährlich etwa 60 Kinder, und mehr als 1000 werden mit CMV-bedingten Behinderungen geboren. Das Spektrum der Behinderungen reicht von Hörstörungen bis hin zu schweren geistigen Retardierungen mit einem Intelligenzquotienten (IQ) unter 70. Die Letalität beträgt 12 bis 30 %. Neun von zehn überlebenden Kindern weisen Spätfolgen auf.
Für die Mutter ist die HCMV-Infektion meist harmlos. Sie verläuft wie eine milde Grippe und wird daher oft nicht erkannt. Auffällig werden nur die massiven Folgen der Infektion, die beim Fötus im Ultraschall sichtbar werden. Eine Entscheidung über einen potentiellen Schwangerschaftsabbruch aus medizinischer Indikation kann getroffen werden, nachdem ein positiver Ultraschallbefund (Mikrozephalie, intrazerebrale Verkalkungsherde u. ä.) und ein positiver Virusnachweis mittels PCR vorliegen. Bisher war dann der Schwangerschaftsabbruch die einzige „Therapie“, wobei diese Entscheidung oft zu einem vergleichsweise späten Zeitpunkt, nach der 20. Schwangerschaftswoche, gefällt werden musste.
Das Risiko, während der Schwangerschaft eine HCMV-Infektion zu erleiden, betrifft Frauen, die „HCMV-seronegativ“ sind, d. h. die noch keine HCMV-Infektion durchgemacht haben. Um bei ihnen die HCMV-Infektion rechtzeitig zu erkennen, müsste während der Schwangerschaft regelmäßig ein Test auf HCMV-Antikörper (HCMV-IgG) gemacht werden. Dieser Test ist noch kein Bestandteil der Mutterschaftsvorsorge, unter anderem deshalb, weil bisher keine Therapie zur Verfügung stand. Seronegative Schwangere sollten deshalb die Exposition mit dem Virus meiden (v. a. Kinderpflegerinnen). Erkrankungen während der Schwangerschaft (Embryopathie) sind meldepflichtig.
Im Jahr 2005 wurde eine Studie veröffentlicht, in der die erfolgreiche Prävention und Therapie der konnatalen HCMV-Infektion mit einem HCMV-Hyperimmunglobulin (HIG) berichtet wurde. Bei der Prävention wurden die HCMV-infizierten Mütter mit dem Wirkstoff Cytotect behandelt, um einen Übergang der Infektion auf das ungeborene Kind zu vermeiden. Auch wenn das Kind bereits infiziert war, wurde die Mutter in dieser Studie therapiert. Eine neuere Studie mit höheren wissenschaftlichen Standards weist hingegen darauf hin, dass Hyperimmunglobulin keine signifikante Wirkung zum Schutz des Neugeborenen hat. Vielmehr gibt es hier Hinweise, dass die Gabe von Hyperimmunglobulin zu Frühgeburten und Wachstumsverminderung führen kann. Insofern ist nach heutigem Wissensstand eine Therapie mit Hyperimmunglobulin nur in seltenen Fällen bei einer Infektion der Mutter in einem frühen Schwangerschaftsstadium zu erwägen.

### Nach der Geburt
Beim Neugeborenen treten oft erst Wochen oder Monate nach der Geburt Symptome einer Cytomegalie-Infektion auf, bei Kleinkindern teilweise erst Jahre später als sogenanntes Cytomegalie-Virus-Syndrom. Dann kann es zu neurologischen Ausfällen wie frühkindlichem Hirnschaden, Entwicklungsverzögerungen und Innenohrschwerhörigkeit, weiterhin Gelbsucht, Einblutungen in die Haut durch eine Schädigung der Gefäßwände, Störungen der Blutgerinnung und zu Vergrößerungen von Milz und Leber kommen.
Die Infektion erfolgt über die Muttermilch seropositiver Mütter. Bei Frühgeburten und positivem HCMV-Antikörper-Nachweis sollte in jedem Fall auf das Stillen verzichtet werden. Bei etwa drei von zehn betroffenen Kindern endet eine Infektion tödlich.
Für Frühgeburten ist die Muttermilch jedoch aufgrund ihrer Bestandteile zur Körperabwehr und für das Wachstum sehr wichtig. Daher gibt es die Möglichkeit, die Muttermilch vor dem Verfüttern zu behandeln. Studien belegen jedoch, dass ein Einfrieren der Muttermilch nicht 100%ig sicher ist und Infektionen trotzdem auftreten können. Eine zweite Variante ist die Erwärmung der Milch für einen längeren Zeitraum (30 min., 63 °C). Hierbei werden jedoch auch die wichtigen Bestandteile der Milch zerstört und deutlich reduziert. Das neueste Verfahren ist eine Kurzzeitbehandlung, bei dem die Muttermilch in ca. 90 Sekunden auf 62 °C erwärmt wird und nach 5 Sekunden auf dieser max. Temperatur sofort wieder auf 30 °C abgekühlt wird. Bei diesem von der Universität Tübingen und der Virex GmbH entwickelten Verfahren bleiben die wesentlichen Bestandteile der Muttermilch erhalten und damit die Werthaltigkeit für das Kind. Studienergebnisse belegen die verlässliche Inaktivierung von HCMV in der Muttermilch.

### Verhaltensänderungen
Einer Studie von Jaroslav Flegr an der Universität Prag zufolge verursacht das Virus Verhaltensänderungen ähnlich denen, die er schon bei einer latenten Toxoplasmose beobachtet hat, etwa eine geringere Motivation, Neues zu entdecken. Er führt die ähnlichen Symptome auf einen gemeinsamen Wirkmechanismus zurück, vermutlich einer chronischen Entzündungsreaktion im Gehirn. Die Stärke der Symptome ist bei Personen, die von beiden Erregern befallen sind, statistisch signifikant erhöht. Infizierte Personen sind auch weniger häufig von leichteren Infekten betroffen, die Autoren führen dies auf eine „Stimulation“ des Immunsystems zurück, das die latente Infektion im Griff behalten muss.

## Komplikationen
Diese Infektion kann in seltenen Fällen bei ansonsten gesunden Menschen zu schweren Erkrankungen wie Hepatitis, Pneumonie oder Polyneuritis führen.

### Bei geschwächtem Immunsystem
Für Menschen mit einem geschwächten Immunsystem kann Zytomegalie zu einer schwerwiegenden Erkrankung werden. Besonders gefährdet sind Menschen
- nach Nierentransplantationen
- bei Leukämie nach Stammzelltransplantationen, häufiges Auftreten von CMV-Pneumonie.
- bei einer Therapie mit Zytostatika
- bei AIDS mit niedriger CD4+ Zellzahl, hier droht eine CMV-Retinitis mit akuter Erblindungsgefahr. Zudem können auch Gehirnentzündungen, Nervenentzündungen und Nervenwurzelentzündungen als opportunistische Komplikationen[6] auftreten.

In fast allen Organen kann es dann zu lymphozytären-plasmazellulären interstitiellen Entzündungen mit Riesenzellbildung in Kern und Zytoplasma kommen. Sehr häufig sind schwere Lungenentzündungen. Besonders gefürchtet werden zusätzliche bakterielle Infektionen und Geschwüre im Magen-Darm-Trakt. Derartige Komplikationen können sogar tödlich enden.

## Diagnostik
Routinemäßig kann der Nachweis einer Infektion mit dem Humanem Cytomegalievirus (HCMV) im Labor in wenigen Minuten aus Humanserum und -plasma mittels immunologischer in vitro Tests zur quantitativen Bestimmung der IgG- und IgM-Antikörper gegen das Cytomegalievirus erbracht werden. Die Ergebnisse dieses Tests dienen als Nachweis für eine abgelaufene oder kürzlich erworbene HCMV-Infektion. Eine Indikation zur Anwendung ist gegeben bei Schwangeren und Blutspendern. Darüber hinaus kann eine Virusanzüchtung auf menschlichen Bindegewebszellen erfolgen, wobei die nach mehreren Wochen beobachtbaren Zellveränderungen (Ablösung infizierter Zellen aus dem Zellverband, Riesenzellbildung mit plasmatischen Einschlusskörperchen, sogenannte „Eulenaugenzellen“, siehe Tzanck-Test) typisch für eine HCMV-Infektion sind (cytopathischer Effekt). Ein weitaus schnellerer diagnostischer Nachweis erfolgt mittels Real-time-PCR. Außerdem ist das HCMV während der akuten Infektion über das pp65-Antigen nachweisbar. Befindet sich die Infektion allerdings in einer latenten Phase, das heißt in einer Phase ohne Symptome, kann nur das pp67-Antigen nachgewiesen werden. Dieses kann demzufolge auch für eine Therapieerfolgskontrolle genutzt werden.
Schwere HCMV-Erkrankungen gehen in der Regel mit einer CD3-Zahl < 200 µl einher, die CD3 Zahl stellt einen Indikator für den Behandlungsverlauf dar. Der CD3-Rezeptor oder einfach nur CD3 ist ein Erkennungsmolekül, das z. B. an der Oberfläche von T-Lymphozyten vorkommt.

## Therapie
Tritt die Zytomegalie bei ansonsten gesunden Menschen auf, so ist eine spezielle Behandlung in den meisten Fällen nicht erforderlich. Meistens ist eine Behandlung der Symptome ausreichend. Spezielle Virostatika oder Immunglobuline werden nur bei immungeschwächten Menschen angewandt. Dann ist normalerweise eine Behandlung mit Ganciclovir oder Foscarnet erfolgreicher als mit Aciclovir. Wichtig ist, auf eine bakterielle Infektion zu achten. Sie sollte sofort mit Antibiotika behandelt werden. In einer Studie mit 230 Patienten konnte die Wirksamkeit des Wirkstoffs CMX001 gezeigt werden.

## Vorbeugung
Es existiert bislang keine wirksame Impfung zur Prophylaxe. Mit dem abgeschwächten (attenuierten) HCMV-Stamm Towne als einem Impfstoffansatz konnte lediglich ein eingeschränkter Schutz erzielt werden. Allerdings befinden sich verschiedene Impfstoffe in der Entwicklung.

## Meldepflicht
Zytomegalie ist nach dem deutschen Infektionsschutzgesetz nicht meldepflichtig. In einigen deutschen Bundesländern besteht jedoch eine Meldepflicht bzw. wird die Einführung einer solchen diskutiert. Auskünfte erteilen dazu die obersten Gesundheitsbehörden der jeweiligen Bundesländer. Nach dem Recht Sachsens besteht beispielsweise aufgrund der Sächsischen Infektionsschutz-Meldeverordnung eine namentliche Meldepflicht bezüglich Erkrankung und Tod an angeborener „Cytomegalie“.